# Passos Maia
Passos Maia is een gemeente in de Braziliaanse deelstaat Santa Catarina. De gemeente telt 4.555 inwoners (schatting 2009).

## Aangrenzende gemeenten
De gemeente grenst aan Abelardo Luz, Água Doce, Ponte Serrada, Vargeão en Palmas (PR).